# Rjana Łužica

Rjana Łužica (en bas-sorabe : Rědna Łužyca ; en français : Belle Lusace) est l'hymne national des Sorabes, minorité allemande de langue slave, vivant dans la région de la Lusace et parlant la langue sorabe.
Rjana Lužica a été écrite par le poète Handrij Zejler dans la langue du haut-sorabe. La chanson a d'abord été publié le 24 août 1827 à Leipzig dans le magazine Serbska Nowina. 
La musique a été composée au début de 1845 par Korla Awgust Kocor (en allemand : Karl August Katzer). 
L'hymne a été exécuté en public par la première fois le 17 octobre 1845 à Bautzen (en haut-sorabe : Budysin).
Le folkloriste sorabe Hendrich Jordan a pris soin de la transmission du texte dans la langue bas-sorabe. 

## Paroles
| Haut-sorabe | Bas-sorabe | français |
| --- | --- | --- |
| Rjana Łužica, sprawna, přećelna, mojich serbskich wótcow kraj, mojich zbóžnych sonow raj, swjate su mi twoje hona! Časo přichodny, zakćěj radostny! Ow, zo bychu z twojeho klina wušli mužojo, hódni wěčnoh wopomnjeća! | Rědna Łužyca, spšawna, pśijazna, mojich serbskich woścow kraj, mojich glucnych myslow raj, swěte su mě twoje strony. Cas ty pśichodny, zakwiś radostny! Och, gab muže stanuli, za swoj narod źěłali, godne nimjer wobspomnjeśa! | Belle Lusace, Compatissante, respectueuse, Terre de nos aïeux sorabes, Paradis de mes rêves heureux, Sacré sont pour moi tes pâturages. Assurer ton avenir S'épanouir heureux ! Oh, à partir de ton utérus Seules les personnes nobles, Digne d'éternelle mémoire! |

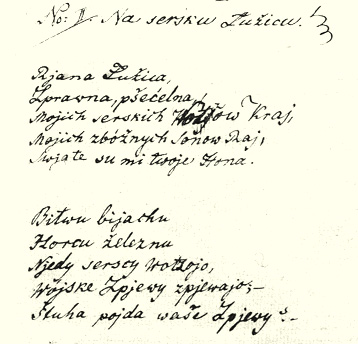
Texte de l'hymne national sorabe Rjana Łužica.

Armoiries de la Lusace.

Les deux couplets suivants furent exclus de la version officielle en raison de leurs propos défaitistes. 
| Haut-sorabe | français |
| --- | --- |
| Bitwu bijachu, horcu, železnu, něhdy serbscy wótcojo, wójnske spěwy spěwajo. Štó nam pójda waše spěwy? Boha čorneho, stare kralestwo rapak nětko wobydli, stary moch so zeleni, na skale, kiž wołtar běše. | Batailles âprement combattues, Guerres de fer forgé, Nos ancêtres ont chanté avec fierté. Entonnant des chants révolutionnaires. Qui va maintenant nous raconter leur histoire? Une fois le dieu noir de la terre Dernier lieu de vieilles croyances, Maintenant habitée par un corbeau, Ancienne mousse verte poussant sur le rocher, Autels pour le culte de nos ancêtres. |